# Laboratoire océanographique de Leigh
Le laboratoire océanographique de Leigh (en anglais : Leigh Marine Laboratory) est un laboratoire de recherches océanographiques néo-zélandais consacré principalement au domaine de la biologie marine et rattaché à l'université d'Auckland. Il est basé à Leigh, à proximité immédiate de la réserve marine du cap Rodney et de la pointe Okakari ; il surplombe la petite passe qui le sépare de l'île de la Chèvre.